# アルシアニ山脈
アルシアニ山脈（トルコ語: Yalnızçam Dağları、グルジア語: არსიანის ქედი、グルジア語ラテン翻字: Arsianis Kedi）は、トルコ北西部の東アナトリア地方からジョージア南東部のアジャリア自治共和国にかけて連なる山脈。アルメニア高原北東縁にある山塊であり、チョルフ川とムツクヴァリ川の分水嶺を形成している。アルシアニ山脈の北端は小コーカサス山脈の西端に接しており、その東側にはアチャリスツカリ川の源流がある。アルシアニ山脈の南西端はチョルフ川とオルトゥ川の合流地点にある。
全長は約150キロメートル。最高峰はアルシアニ山（標高3,165メートル）である。粘土質の頁岩と砂岩からなり、始新世の火山堆積物の地層が交互に重なり合っている。黒海から温かく湿った空気が流れ込むため降水量が多い。尾根の斜面は、低地部分はブナ・クリの森に覆われ、その上にはブナ・モミ・トウヒが分布している。標高の高いところは高山草原となっている。斜面からはチョルフ川、アチャリスツカリ川、クヴァブリアニ川、ポツホヴィスツカリ川などの深い渓谷が伸びており、古い氷河の痕跡も残されている。主要な峠としてはゴデルジ峠（2,025メートル）、アバノスケリ峠（2,315メートル）、トリリ山（2,541メートル）、チャンチャヒ山（2,506メートル）、ツィヴツカロ山（2,189メートル）がある。